# Jeremy Brett
Jeremy Brett el seu nom complet és Peter Jeremy William Huggins (Berkswell, Warwickshire, 3 de novembre de 1933 − Londres, 12 de setembre de 1995) fou un actor anglès. Es va fer famós pel seu paper de Sherlock Holmes a la televisió durant la dècada de 1980 i 1990. Per molts considerat el millor Sherlock Holmes de la història.

## Biografia
Jeremy Brett va néixer a Berkswell Grange, Warwickshire, Anglaterra, el seu pare era un oficial veterà de la Primera Guerra Mundial, la seva mare era irlandesa. Després de graduar-se a Eton el 1951 va estudiar durant tres anys en la Central School of Speech and Drama a Londres. De 1954 a 1955 va donar els seus primers passos professionals en la companyia del Library Theatre, amb seu en els baixos de la Biblioteca de Manchester. Allà es va iniciar en el repertori clàssic i en la praxi teatral interpretant entre altres papers els de Casio en Otelo, al costat de l'Iago de Robert Stephens, Marco Antonio al Juli César i Duc d'Aumerle en Ricard II (totes de Shakespeare). Va deixar el Library Theatre per participar en el rodatge de la superproducció italo-americana de Guerra i pau, dirigida per King Vidor. En el que va ser el seu debut cinematogràfic, Brett interpretava el paper secundari de Nikolai Rostov al costat d'estrelles com Audrey Hepburn, Mel Ferrer o Henry Fonda. El 1956 va debutar a Londres amb la companyia de l'Old Vic Theatre, l'anomenada "casa de Shakespeare a Londres", en l'escenari de la qual va aparèixer en els papers de Troilo en Troilo i Cressida, Malcolm en Macbeth, Paris en Romeu i Julieta i Duc d'Aumerle en Ricard II (totes de Shakespeare). A la fi d'aquest any va viatjar amb la companyia Old Vic a Nova York, on van presentar les obres citades en el Winter Garden. El 1957 Brett va deixar el Old Vic i va emprendre per lliure una sèrie de treballs en el West End londinenc.
En aquesta nova fase de la seva carrera, Brett es va imposar com a "galant jove" en obres com Variation on a Theme de Terence Rattigan en el Globe Theatre (1958) o The Edwardians segons la novel·la de Vita Sackville-West, en el Saville Theatre (1959). En interpretar el paper principal a Hamlet (Shakespeare) en el Strand Theatre, el 1959-60, va demostrar que els grans papers clàssics estaven al seu abast. Les seves següents aparicions en el Royal Court Theatre londinenc en dues produccions històriques de l'Anglès Stage Company de 1961 --The Changeling (Els llunàtics) de William Rowley i The Kitchen (La cuina) d'Arnold Wesker--evidencien que també estava al tant dels moviments d'avantguarda.
El seu paper com a primer actor el va rebre el 1964 amb l'estrena en el Brooks Atkinsons Theater de Nova York de The Deputy (El vicari) de l'autor alemany Rolf Hochhut, un drama molt controvertit en el seu moment que criticava l'actuació del Papa Pius XII durant la Segona Guerra Mundial. Brett interpretava al Pare Fontana enfront del Pius XII d'Emlyn Williams. De tornada a Anglaterra va assumir el paper de Balaiev en el muntatge d'Un mes en el camp de Turgueniev, protagonitzat per Michael Redgrave i Ingrid Bergman en l'Yvonne Arnaud Theatre de Guildford i després en el Cambridge Theatre de Londres. La crítica va ser desfavorable però va salvar la interpretació de Brett. L'any següent va estar ocupat amb el rodatge d'una sèrie televisiva sobre Els tres mosqueters (segons Dumas) en la qual va interpretar a D´Artagnan.

### En elRoyal National Theatre
El 1967 es va unir a la companyia del National Theatre, creada per Laurence Olivier el 1963 i amb seu en l'Old Vic Theatre londinenc. En aquest primer any va començar com a substitut en Molt soroll i poques nous (Shakespeare) dirigit per Franco Zeffirelli, va participar ja amb un paper principal en el muntatge de Com volgueu (Shakespeare) amb elenc exclusivament masculí, dirigit per Clifford Williams, i va intervenir amb el petit paper de Valère en Tartuf (Molière) al costat de John Gielgud sota la direcció del veterà Tyrone Guthrie. El 1968 va ser Kent en Eduard II (Marlowe/Brecht) en un muntatge de Frank Dunlop massacrat per la crítica. Aparellat amb Joan Plowright, una de les estrelles de la companyia, en Obres d'amor perdudes (Shakespeare) i dirigit per Olivier, Brett es va afirmar en el National. Va participar en la temporada experimental del NT en el Jeanetta Cochrane Theatre, de 1969, en Macrune's Guevara (John Spurling), interpretant el paper del Che Guevara i el 1970 va ser Bassanio al costat d'Olivier (a Shylock) i Plowright (a Porcia) en el muntatge del mercader de Venècia (Shakespeare) dirigit per Jonathan Miller. El 1971 el director suec Ingmar Bergman va posar en escena per a la companyia Hedda Gabler (Ibsen), un drama intimista protagonitzat per Maggie Smith en Hedda, Robert Stephens en Lovborg i Brett en Tesman. Després d'aquesta col·laboració Brett va abandonar el National Theatre per voluntat pròpia a la recerca de nous reptes.

### Els anys setanta
L'estiu de 1971 Brett va reaparèixer en el West End en A Voyage round my father de l'autor novell John Mortimer, amb Alec Guinness en el paper principal d'un pare cec i dominant. El crític Michael Billington va lamentar que la interpretació de Brett com el fill lleial però feble no hagués estat valorada prou per la crítica. Poc després l'actor s'unia al director Robin Phillips per posar en marxa una cooperativa d'actors que amb el nom de The Company es va instal·lar en el Greenwich Theatre londinenc. Allà van estrenar entre altres obres Rosmersholm (Ibsen) al maig de 1973 amb Jeremy Brett i Joan Plowright com a parella central. No obstant això The Company no va prosperar i al novembre Brett es va presentar en el Phoenix Theatre de Londres amb un muntatge de Design for Living, la comèdia de Noël Coward per a tres actors, amb Vanessa Redgrave i John Stride de coprotagonistes i direcció de Michael Blakemore. L'èxit va ser considerable i va revelar el talent de l'actor per a la comèdia lleugera. Al mateix temps va interpretar el paper de l'escriptor Middleton Murray al costat de Vanessa Redgrave en la sèrie televisiva A Picture of Katherine Mansfield sobre la vida d'aquesta escriptora. Seguint la invitació de Robin Phillips, en aquell temps director del Festival de Teatre de Stratford (Ontario, Canadà), va actuar allà en la primavera de 1976 en dos muntatges clàssics: en el paper de Mirabell en The Way of the World (Congrave) i com Oberon en El somni d'una nit d'estiu (Shakespeare). Començava així una activitat trepidant a un costat i a l'altre de l'Atlàntic, molt característica de la dècada i que va implicar a nombrosos actors anglesos.
Brett va adquirir una casa en els vessants de Hollywood i va protagonitzar el 1978 Drácula (segons la novel·la de Bram Stoker) en el Ahmanson Theater de Los Angeles (1978), espectacle que va viatjar a San Francisco i Chicago amb molt èxit de públic. A aquesta gira va seguir immediatament el rodatge a Anglaterra de la sèrie televisiva Rebecca (BBC, 1979) segons la novel·la de Daphne du Maurier. En ella Brett interpretava el paper del misteriós Maxim de Winter que Laurence Olivier havia creat en l'homònima pel·lícula d'Alfred Hitchcock de 1940. Segons algun crític Brett superava a Olivier en tots els aspectes. Durant aquesta estada Brett possiblement va veure en el Haymarket Theatre londinenc The Crucifer of Blood (Paul Giovanni) una dramatització lliure de la novel·la d'Arthur Conan Doyle The Sign of the Four (El signe dels quatre), que estava obtenint un notable èxit. La veritat és que de tornada a Los Angeles el 1980 va aparèixer en aquesta mateixa obra en el Ahmanson Theater en el paper del Dr. Watson al costat de Charlton Heston en el paper de Sherlock Holmes.

### Els anys vuitanta i Sherlock Holmes
Directament d'aquest espectacle Brett va saltar al rodatge de la sèrie The Good Soldier (segons la novel·la de Ford Madox Ford) per a la televisió anglesa, emesa el 1981. La crítica va ser excel·lent. Frank Kermode, en la London Review of Books, del 21 de maig de 1981, va definir el treball de Brett com a fine performance, una matisada actuació. Per aquestes dates se li va oferir a l'actor el projecte d'una sèrie per a televisió de totes les aventures de Sherlock Holmes, el famós detectiu d'Arthur Conan Doyle. Es tractava d'una empresa de gran envergadura que exigia de l'actor un compromís total i a llarg termini, i que no estava exempta de riscos, ja que un personatge com Sherlock Holmes podia marcar definitivament al seu intèrpret i fer impossible el seu treball posterior. Malgrat aquests dubtes Brett que acabava de complir 49 anys es va embarcar de ple en el projecte dirigit pel productor Michael Cox i el veterà director i guionista John Hawkesworth. Tots ells estaven d'acord que la sèrie s'atindria al peu de la lletra als textos originals de Conan Doyle, acceptant únicament mínims canvis exigits pel trasllat d'un mitjà, el literari, a un altre, el cinematogràfic. El rodatge de la sèrie titulada The Adventures of Sherlock Holmes (Les aventures de Sherlock Holmes) va començar el 1983, en els estudis de televisió de Manchester, i els primers episodis es van començar a emetre el 1984 amb gran èxit. En aquesta primera tanda de 13 capítols, entre els quals es troben petites joies com a Escàndol a Bohèmia, El robí blau o El constructor de Norwood, Holmes/Brett estava acompanyat pel Dr. Watson d'Edward Burke, que va enfocar el seu personatge més com un escuder fidel que com un bufó.
Abans d'iniciar el rodatge de la segona sèrie d'episodis titulada The Return of Sherlock Holmes (La tornada de Sherlock Holmes) Brett es va traslladar de nou als Estats Units per estar al costat de la seva dona Joan Wilson, malalta terminal de càncer, fins a la seva mort l'estiu de 1985. En aquests mesos va actuar en el Broadway novaiorquès com recitador en el ballet Song de Martha Graham i en la comèdia dels anys 20 de Fredrick Lonsdale Aren´t We All? al costat de Rex Harrison i Claudette Colbert. De tornada a Anglaterra va començar al setembre de 1985, de nou en els estudis de Manchester, el rodatge de The Return of Sherlock Holmes. El Dr. Watson era ara Edward Hardwicke, un actor de caràcter, amb anys d'experiència en el National Theatre. Entre els nous episodis destaquen El ritual dels Musgrave, La segona taca o Els sis Napoleons. Cap a finals de 1986, després d'un treball intensiu i sense pausa, Brett va caure en una depressió i el rodatge va haver de ser interromput. No obstant això després del restabliment de l'actor va tornar poc després amb El signe dels quatre, un llargmetratge (emès el 1987) que se sortia del format habitual de la sèrie, com també El8 gos dels Baskerville que li va seguir.
Acabats els episodis que encara faltaven, Brett es va prendre el 1988 unes vacances de la sèrie que va utilitzar per tornar al teatre amb The Secret of Sherlock Holmes, escrita especialment per a ell per Jeremy Paul, un dels guionistes de la sèrie. L'obra es va mantenir durant mesos en el Wyndham´s Theatre londinenc i després va ser de gira per múltiples ciutats d'Anglaterra. En els dos següents blocs de la sèrie televisiva titulats The Casebook of Sherlock Holmes (Els casos de Sherlock Holmes), i The Memories of Sherlock Holmes (Les memòries de Sherlock Holmes), rodats entre 1989 i 1994, Brett era conscient que ja no complia físicament amb les exigències del seu personatge, però amb gran professionalitat va saber donar un gir a la seva caracterització de Holmes. En els últims episodis, com El cercle vermell, El detectiu moribund o La caixa de cartró, Holmes apareix com un home escèptic, de dimensions tràgiques, gairebé shakespearianes.
Jeremy Brett va morir el 12 de setembre de 1995 a la seva casa de Londres d'una fallada cardíaca.

## Filmografia
| Cinema    | Cinema                                       | Cinema                           | Cinema                 |
| Any       | Pel·lícula                                   | Personatge                       | Notes                  |
| --------- | -------------------------------------------- | -------------------------------- | ---------------------- |
| 1954      | Svengali                                     | Pierre                           |                        |
| 1956      | Guerra i pau (War and Peace)                 | Nikolai Rostov                   |                        |
| 1962      | The Wild and the Willing                     | Andrew Gilby                     |                        |
| 1963      | The Very Edge                                | Mullen                           |                        |
| 1963      | Girl in the Headlines                        | Jordan Barker                    |                        |
| 1964      | Act of Reprisal                              | Oficial militar britanic         |                        |
| 1964      | My Fair Lady                                 | Freddy Eynsford-Hill             |                        |
| 1971      | Nicolau i Alexandra (Nicholas and Alexandra) |                                  |                        |
| 1978      | The Medusa Touch                             | Edward Parrish                   |                        |
| Televisió |                                              |                                  |                        |
| Any       | Títol                                        | Personatge                       | Categoria              |
| 1957      | Producers' Showcase                          | Paris                            | sèrie de televisió     |
| 1960      | Macbeth                                      | Malcolm                          | telefilm               |
| 1961      | Beauty and the Beast                         | El príncep                       | sèrie de televisió     |
| 1961      | BBC Sunday-Night Play                        | Julian Bennett                   | sèrie de televisió     |
| 1962      | Dinner with the Family                       |                                  | telefilm               |
| 1961-1967 | Armchair Theatre                             | Dorian Gray, Gino, Plinlo Ceccho | sèrie de televisió     |
| 1962      | The Ghost Sonata                             | L'estudiant                      | telefilm               |
| 1962      | The Bacchae                                  | Dionysus                         | sèrie de televisió     |
| 1960-1963 | ITV Play of the Week                         | Angel Clare, Maxime, Pascal,...  | sèrie de televisió     |
| 1965      | Knock on Any Door                            | David                            | sèrie de televisió     |
| 1966      | Mystery and Imagination                      | Sir John Maltravers              | sèrie de televisió     |
| 1966      | Chopin and George Sand - The Creative Years  | Chopin                           | telefilm               |
| 1966-1967 | Els tres mosqueters (The Three Musketeers)   | D'Artagnan                       | minisèrie de televisió |
| 1966-1967 | Theatre 625                                  | Giacomo Casanova / Villiers      | sèrie de televisió     |
| 1967      | The Baron                                    | Jeff Walker                      | sèrie de televisió     |
| 1967      | Kenilworth                                   | Edmund Tressilian                | sèrie de televisió     |
| 1968      | For Amusement Only                           | Henry                            | sèrie de televisió     |
| 1968      | The Merry Widow                              |                                  | sèrie de televisió     |
| 1969      | The Champions                                | The Bey                          | sèrie de televisió     |
| 1970      | Solo                                         | Byron                            | sèrie de televisió     |
| 1973      | The Protectors                               | Kahan                            | sèrie de televisió     |
| 1973      | Country Matters                              | Captain Blaine                   | minisèrie de televisió |
| 1973      | A Picture of Katherine Mansfield             | John Middleton Murry             | sèrie de televisió     |
| 1973      | The Merchant of Venice                       | Bassanio                         | telefilm               |
| 1974      | Haunted: The Ferryman                        | Sheridan Owen                    | telefilm               |
| 1974      | Thriller                                     | Peter Tower                      | sèrie de televisió     |
| 1974      | The Wide World of Mystery                    | Peter Tower                      | sèrie de televisió     |
| 1974      | Affairs of the Heart                         | Capità Yule                      | sèrie de televisió     |
| 1974      | Jennie: Lady Randolph Churchill              | Count Karel Kinsky               | minisèrie de televisió |
| 1975      | The Prodigal Daughter                        | Father Daley                     | telefilm               |
| 1975      | A Legacy                                     | Eduard Merz                      | sèrie de televisió     |
| 1975      | Ten from the Twenties                        | Willie Edwardes                  | sèrie de televisió     |
| 1975      | Twiggy                                       |                                  | sèrie de televisió     |
| 1976      | Piccadilly Circus                            | Host                             | sèrie de televisió     |
| 1977      | Supernatural                                 | Mr. Nightingale                  | sèrie de televisió     |
| 1977      | Young Dan'l Boone                            | Langford                         | sèrie de televisió     |
| 1978      | The Incredible Hulk                          | James Joslin                     | sèrie de televisió     |
| 1979      | Rebecca                                      | Maxim de Winter                  | sèrie de televisió     |
| 1979      | Hart to Hart                                 | Mason Parks                      | sèrie de televisió     |
| 1980      | Galactica 1980                               | Xavier                           | sèrie de televisió     |
| 1983      | Les aventures de Sherlock Holmes             | Sherlock Holmes                  | sèrie de televisió     |
| 1985      | El retorn de Sherlock Holmes                 | Sherlock Holmes                  | sèrie de televisió     |
| 1988      | The Hound of the Baskervilles                | Sherlock Holmes                  | sèrie de televisió     |
| 1989      | Els casos de Sherlock Holmes                 | Sherlock Holmes                  | sèrie de televisió     |
| 1994      | Les memòries de Sherlock Holmes              | Sherlock Holmes                  | sèrie de televisió     |